# Robert Krzysztofik
Robert Krzysztofik (ur. 1972) – polski geograf, profesor nauk społecznych, dyrektor Instytutu Geografii Społeczno-Ekonomicznej i Gospodarki Przestrzennej na Wydziale Nauk Przyrodniczych Uniwersytetu Śląskiego w Katowicach, członek Polskiego Towarzystwa Geograficznego.

## Życiorys
Pochodzi z Sosnowca. Ukończył Szkołę Podstawową nr 29 im. Władysława Broniewskiego w Sosnowcu oraz II Liceum Ogólnokształcące z Oddziałami Dwujęzycznymi im. Emilii Plater w Sosnowcu. W 1997 roku uzyskał tytuł magistra geografii na Wydziale Nauk o Ziemi Uniwersytetu Śląskiego. W 1999 roku został członkiem Polskiego Towarzystwa Geograficznego. W 2004 roku otrzymał stopień doktora nauk o Ziemi w zakresie geografii w oparciu o rozprawę doktorską: Rozmieszczenie miast i umiastowienie obszaru Polski w okresie od XIII do XX wieku. Jeszcze w tym samym roku został zatrudniony na Wydziale Nauk o Ziemi Uniwersytetu Śląskiego. W latach 2004–2005 pełnił funkcję asystenta, a od 2005 roku adiunkta. Pracował w Zakładzie Gospodarki Przestrzennej Katedry Geografii Ekonomicznej na Wydziale Nauk o Ziemi Uniwersytetu Śląskiego.
W 2015 roku uzyskał habilitację na podstawie pracy Geneza aglomeracji miast na obszarze Polski. 1 października 2019 roku został dyrektorem i przewodniczącym Rady Naukowej Instytutu Geografii Społeczno-Ekonomicznej i Gospodarki Przestrzennej na Wydziale Nauk Przyrodniczych Uniwersytetu Śląskiego, powstałego wówczas w miejsce Katedry Geografii Ekonomicznej. Jeszcze w tym samym roku został awansowany na stanowisko profesora uczelni.
W trakcie kadencji 2020–2024 był członkiem Senatu Uniwersytetu Śląskiego, będąc tam przedstawicielem geografii społeczno-ekonomicznej i gospodarki przestrzennej.
W 2025 roku został profesorem tytularnym. Tytuł nadany został w oparciu o dwa osiągnięcia naukowe: Dynamika rozwoju miast warunkowana ich funkcjami i lokalizacją oraz Sprzężenia zwrotne w transformacji zurbanizowanego regionu (po)przemysłowego.

## Działalność naukowa
Jego dyscypliną naukową jest geografia społeczno-ekonomiczna i gospodarka przestrzenna, a badania prowadzi w tematyce związanej z geografią miast, geografią społeczno-ekonomiczną czy geografią historyczną miast.
Wiodącym obszarem jego badań jest kwestia zmienności i przemian miast oraz regionów, zarówno w odniesieniu do zjawisk i procesów prorozwojowych, jak i regresywnych. Szczególną rolę mają jego publikacje związane ze zjawiskiem kurczenia się miast, a także innych wskazujących na regres bądź stagnację struktur przestrzennych, społecznych i ekonomicznych. Ważnym tematem w jego badaniach jest także transformacja regionów (po)przemysłowych i (po)górniczych oraz jej wielokryterialne skutki. W Polsce tematykę tę badał wraz z zespołem na przykładzie Sosnowca i Bytomia.
Do jego oryginalnych osiągnięć naukowych (nowe ujęcia teoretyczne, wyjaśniające, syntezy) jako autora lub pierwszego autora należą: 1. genotyp funkcjonalny miasta, 2. dyfuzja nowych miast w Polsce, 3. koncepcja hibernacji miast, 4. środowiskowy [deterministyczno-stochastyczny] model dyfuzji miast, 5. podukład miasta w ujęciu mechanicystyczno-termodynamicznym, 6. siły dośrodkowe i odśrodkowe w rozwoju miasta i regionu miejskiego, 7. typologia zurbanizowanych ośrodków nieposiadających formalnego statusu miejskiego, 8. wielokryterialna baza lokacji miejskich na obszarze Polski, 9. model: logistics antisprawl,10. region transindustrialny, 11. lasy „pogórnicze”.
Z kolei wśród istotnych rozwinięć ujęć teoretycznych i wyjaśniających oraz syntez (autor lub pierwszy autor) wskazać należy: 1. modyfikacja typologii miast zanikłych (opustoszałych), 2. kurczenie się miast (urban shrinkage), 3. miasta-wrota (gateway cities), 4. miasta krawędziowe (edge cities), 5. dyfuzja miast, 6. miasta zdegradowane i restytuowane w Polsce, 7. układ lokalizacyjny miast typu system – sieci, 8. miasta korytarzowe, 9. interurbacje miejskie. 10. obszary funkcjonalnie dereliktowe, 11. układ dyssypatywny a rozwój regionu miejskiego, 12. specjalizacja funkcjonalna (górnictwo) a globalne zjawisko społeczne, jak również 13. suburbanizacja „wewnętrzna” (drugi autor).
W latach 1998–2024 opublikował ponad 100 publikacji naukowych, w większości oryginalnych prac twórczych oraz syntez wiedzy. Obejmowały one głównie problematykę geografii miast, a w szczególności ich genezy, rozwoju, a także przemian społeczno-ekonomicznych oraz ujęcie ontologiczne w geografii. Jego dorobek naukowy opublikowany został w takich m.in. globalnych czasopismach jak: „Annals of the Association of American Geographers”; „Land Use Policy”; „European Planning Studies”; „Cities”; „Population, Space and Place”; „Sustainability” i in., a także w większości czasopism polskich. W swoim dorobku naukowym posiada także kilkanaście książek – jako autor, współautor, redaktor i współredaktor. Jest członkiem międzynarodowej rady redakcyjnej czasopisma „Cities” oraz redaktorem tematycznym czasopisma „Environmental and Socio-economic Studies” posiadającego impact factor.
W latach 2009–2012 liderował polskiemu zespołowi międzynarodowego projektu: „Shrink Smart. Governance of shrinkage within a European context”, poświęconemu kurczeniu się miast, w którym uczestniczyło kilka europejskich uniwersytetów i instytutów badawczych.
Ponadto w latach 2007–2024 przygotował bądź współtworzył kilkanaście opracowań planistycznych, prognostycznych i strategicznych dla władz lokalnych i regionalnych wielu miast i regionów w Polsce. Niezależnie od forum regionalnego i lokalnego problematykę wyzwań demograficznych województwa śląskiego oraz wyludniających się miast regionu prezentował w Parlamencie Europejskim, na specjalnym spotkaniu naukowców z przedstawicielami Komisji Europejskiej i Eurocities w Brukseli oraz w Senacie RP. Członek Multidyscyplinarnego Komitetu Naukowego oraz Centrum badań obiektów Światowego Dziedzictwa UNESCO w Tarnowskich Górach.
Od 2012 roku kilkukrotnie otrzymywał Nagrody Naukowe przyznawane przez rektora Uniwersytetu Śląskiego w uznaniu szczególnych osiągnięć w działalności naukowo-badawczej. W 2024 roku w rankingu AD Scientific Index zajął 1. miejsce w Polsce w kategorii „Urban Planning”.
W macierzystym Wydziale prowadzi: wykłady, ćwiczenia laboratoryjne, ćwiczenia terenowe, seminaria i proseminaria. Wicelider Studiów Podyplomowych „Odnawialne Źródła Energii” w Uniwersytecie Śląskim.
Prócz pracy badawczej, dydaktycznej i organizacyjnej prowadzi także działalność publiczną i popularyzatorską, związaną zwłaszcza z działalnością na rzecz wyhamowywania negatywnych trendów przemian w niektórych miastach Polski. Działa także aktywnie na rzecz Sosnowca i całego Zagłębia Dąbrowskiego, udzielając wywiadów, publikując artykuły w lokalnych wydawnictwach oraz współpracując z Instytutem Zagłębia Dąbrowskiego Muzeum w Sosnowcu oraz portalem 41-200.pl. Publikował m.in. w „Dzienniku Zachodnim”.

## Wybrane monografie
Źródła.
- Robert Krzysztofik, Nowe miasta w Polsce w latach 1980–2007: geneza i mechanizmy rozwoju: próba typologii, Prace Wydziału Nauk o Ziemi Uniwersytetu Śląskiego nr 42, Sosnowiec: Wydział Nauk o Ziemi Uniwersytetu Śląskiego, 2006, s. 75, ISBN 978-83-87431-80-8 (pol.).
- Robert Krzysztofik, Lokacje miejskie na obszarze Polski: dokumentacja geograficzno-historyczna, Prace Naukowe Uniwersytetu Śląskiego w Katowicach nr 2484, Katowice: Wydawnictwo Uniwersytetu Śląskiego, 2007, s. 160, ISBN 978-83-226-1616-1 (pol.).
- Robert Krzysztofik, Układ lokalizacyjny miast typu system – sieci na obszarze Polski, Prace Naukowe Uniwersytetu Śląskiego w Katowicach nr 2657, Katowice: Wydawnictwo Uniwersytetu Śląskiego, 2009, s. 136, ISBN 978-83-226-1825-7 (pol.).
- Robert Krzysztofik, Umiastowienie obszaru Polski od XIII do XXI wieku: interpretacja geograficzno-historyczna, Katowice: „Śląsk” Wydawnictwo Naukowe, 2012, s. 403, ISBN 978-83-7164-754-3 (pol.).
- Robert Krzysztofik, Geneza aglomeracji miast na obszarze Polski, Prace Naukowe Uniwersytetu Śląskiego w Katowicach nr 3157, Katowice: Wydawnictwo Uniwersytetu Śląskiego, 2014, s. 302, ISBN 978-83-226-2266-7 (pol.).